# Jonas Deumeland
Jonas Deumeland (* 9. Februar 1988 in Wolfsburg) ist ein deutscher Fußballtorhüter.

## Karriere
Der gebürtige Wolfsburger begann seine Karriere in der Jugend des niedersächsischen Vereins STV Holzland, bevor er im Alter von zehn Jahren für zwei Jahre in der Jugend des italienischen Erstligisten Hellas Verona spielte. Danach kehrte er zum VfL Wolfsburg zurück. Jonas Deumeland kam zu Beginn der Saison 2007/08 zu ersten Einsätzen in der Reserve des VfL Wolfsburg, wobei der Torwart vom 22. Spieltag an bis zum Ende der Spielzeit auf insgesamt 16 Partien kam. Nachdem Deumeland für einige Zeit vereinslos war, unterschrieb er Anfang des Jahres 2009 einen Vertrag beim damaligen Zweitligisten Rot-Weiß Oberhausen, der bis Saisonende 2008/09 lief. Dort kam Deumeland allerdings als dritter Torhüter hinter Sören Pirson und Christoph Semmler zu keinem Pflichtspiel Einsatz. In den beiden darauf folgenden Saisons 2008/09 und 2009/10 spielte der Torhüter wieder im Trikot der „Wölfe“. Aufgrund von Nichtnominierungen als dritter Torhüter für den Profikader kam er hauptsächlich zu Einsätzen in der Regionalliga. Sein letztes seiner insgesamt 35 Spiele für die Wolfsburger Reserve machte er gegen den Chemnitzer FC.
Im Sommer 2011 verließ Deumeland Deutschland in Richtung Belgien und unterschrieb einen Vertrag bis Saisonende 2013 bei der KAS Eupen. Beim erfolgreichsten Fußballverein der Deutschsprachigen Gemeinschaft Belgiens, bei dem er anfänglich von Wolfgang Frank trainiert wurde, startete er mit Siegen gegen CS Visé und Royal Antwerpen erfolgreich in die Saison 2011/12.
Nachdem Deumeland zweieinhalb Jahre vereinslos gewesen war, wurde er im Januar 2017 nach einem Probetraining von der SpVgg Greuther Fürth mit einem Vertrag bis zum Saisonende ausgestattet. Er wurde als Ersatz für den am Kreuzband verletzten dritten Torhüter Marius Funk verpflichtet. Nach Auslaufen des Vertrags war Deumeland fast zehn Monate vereinslos. Im April 2018 schloss er sich dem norwegischen Erstligisten Start Kristiansand an. 2019 wurde er von Eurosport in die Elf des Jahres der OBOS-ligaen gewählt worden.